# Strap-on dildo

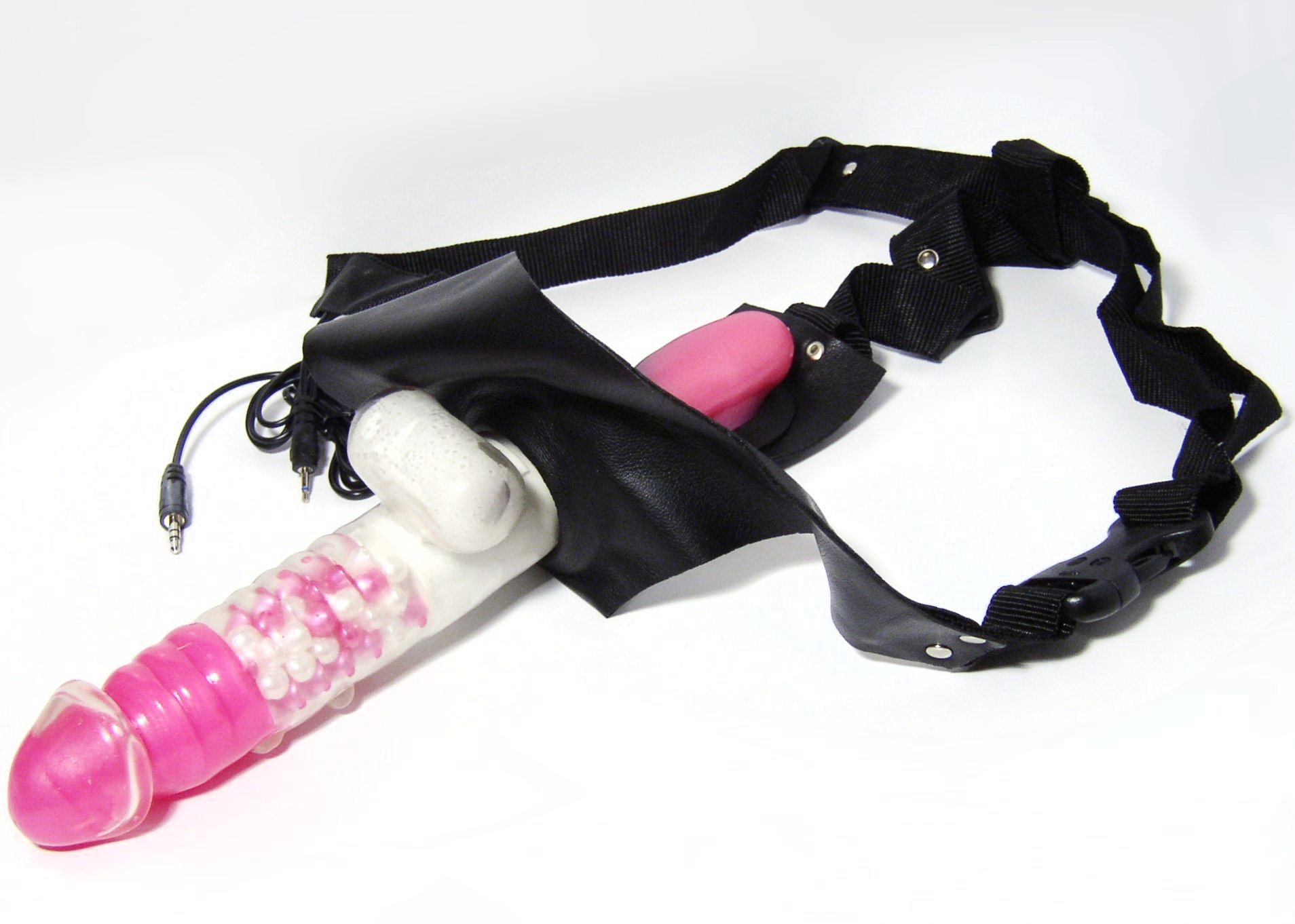
Multifunkční strap-on dildo s dvoupásovým postrojem a zabudovaným vibračním vajíčkem.

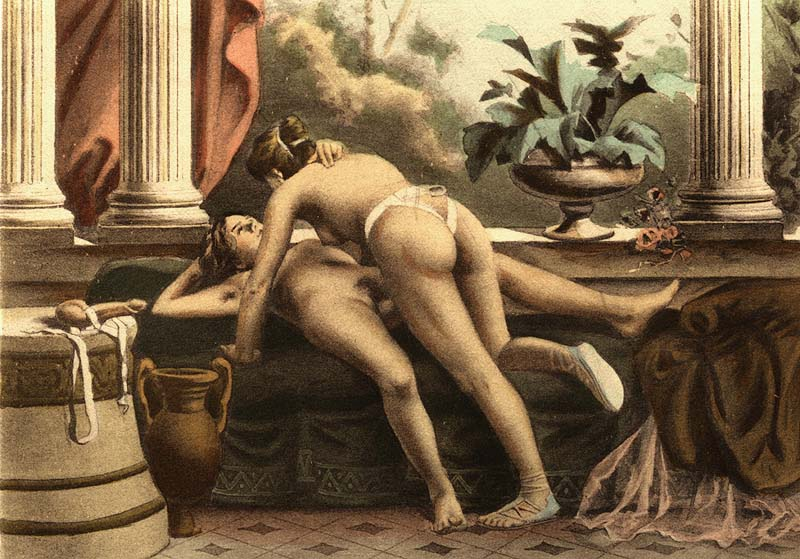
Obraz Édouarda-Henri Avrila zachycující lesbický sex se strap-on dildem

Strap-on dildo, případně jen strap-on či připínací dildo, je erotická pomůcka v podobě umělého penisu na způsob dilda, který se připevňuje postrojem kolem beder. Jak samotné dildo, tak i postroj může být vyroben z řady různých materiálů. Pomůcka se používá k orálnímu, vaginálnímu i análnímu sexu, a to homosexuálními i heterosexuálními páry. V případě heterosexuálních párů může jít o praktiku pegging, prodloužení penisu, případně může použití strap-on dilda kompenzovat poruchu erekce. K usnadnění průniku se strap-on dildem je možné použít lubrikační gel.

## Materiál a provedení

### Postroj

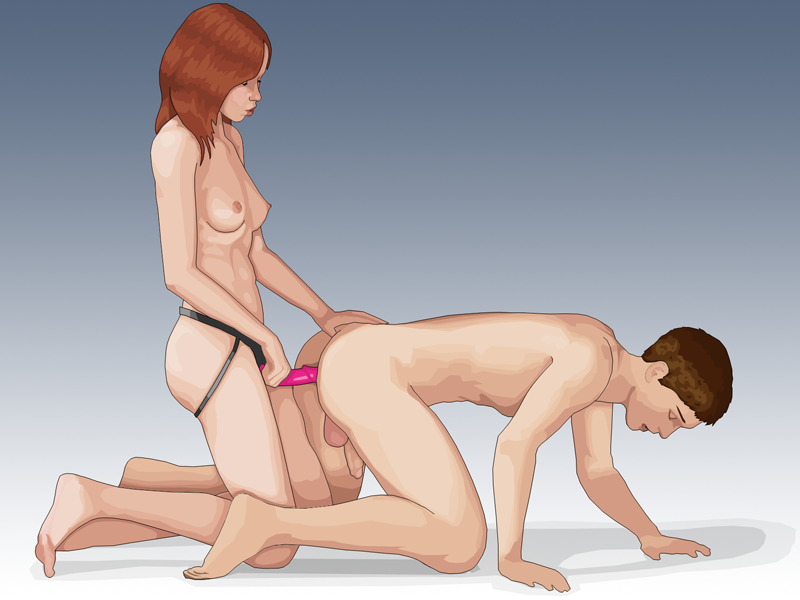
Pegging je heterosexuální praktika análního sexu

Postroje používané pro strap-on dilda se vyrábí ze syntetických materiálů (nylon), kůže, umělé hmoty, latexu, PVC či jsou součástí oděvů. Různí se i způsob jejich upevnění. Dildo může být kolem beder upevněno postrojem se dvěma či třemi pásy, případně pomocí korzetu či jiného druhu oděvu. Existují i postroje umožňující upevnění dilda na jinou část těla (například stehno) či rovněž může být dildo upevněno k libovolnému předmětu.

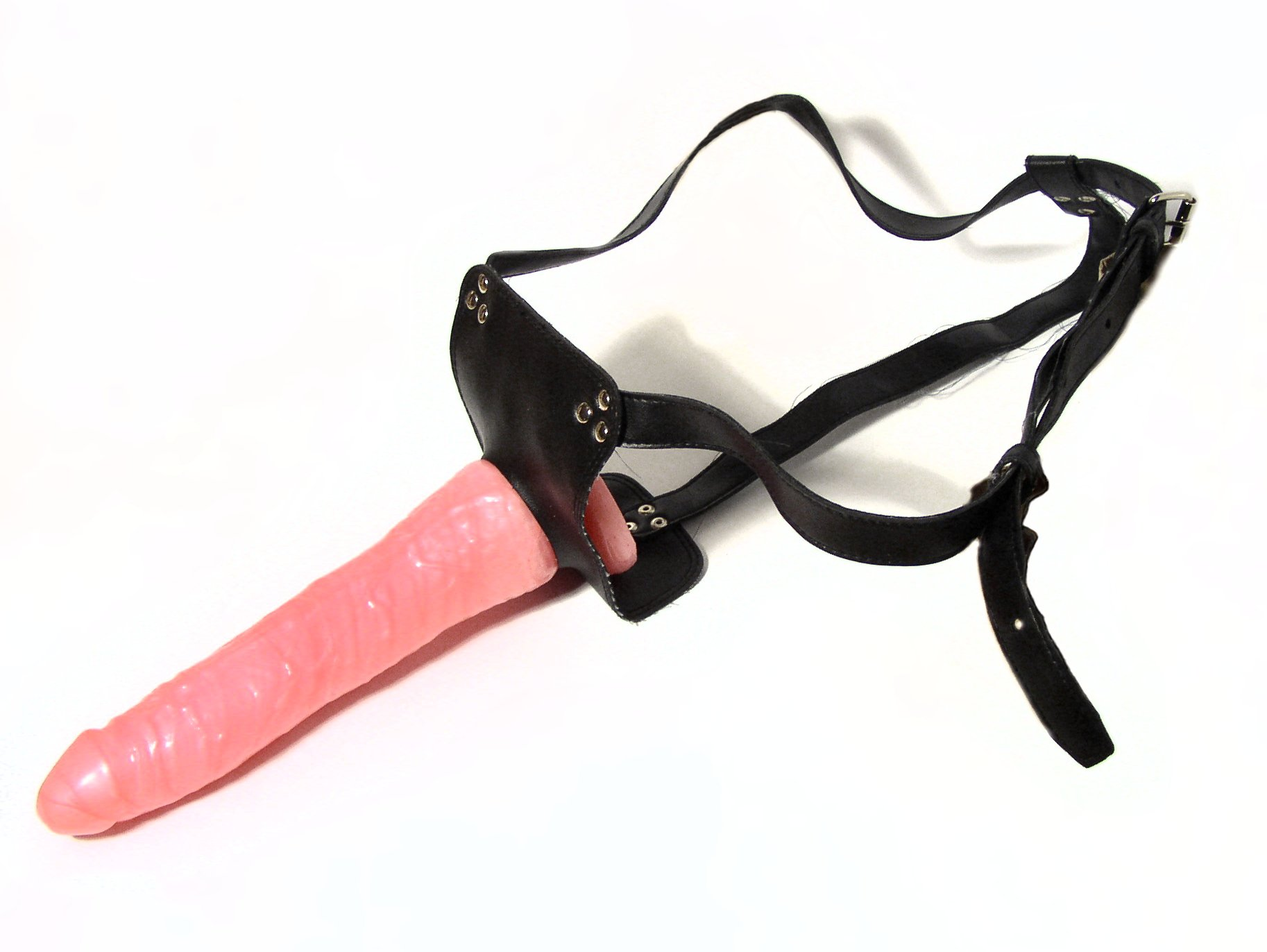
Dildo s postrojem se 2 pásy
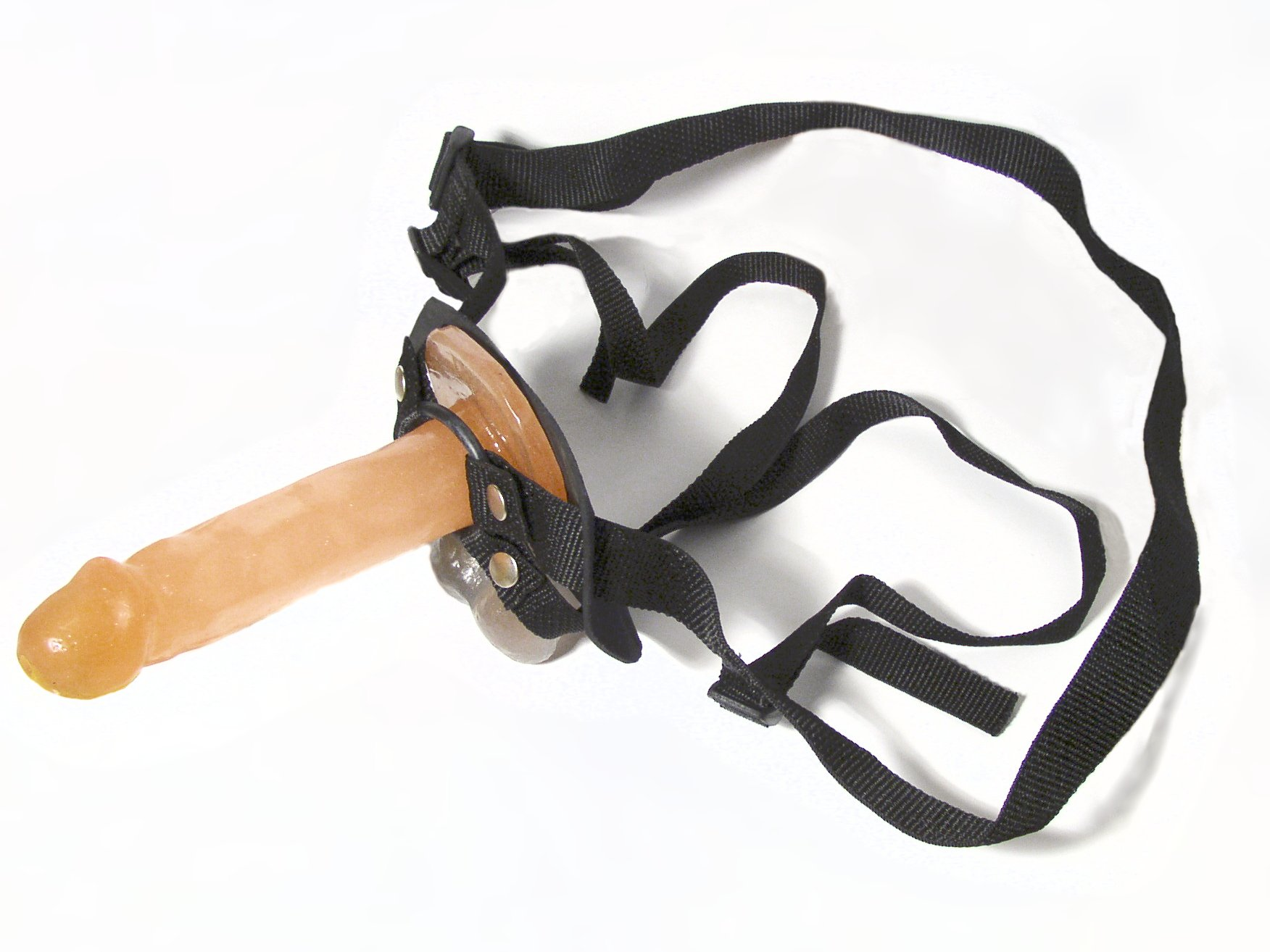
Dildo s postrojem se 3 pásy
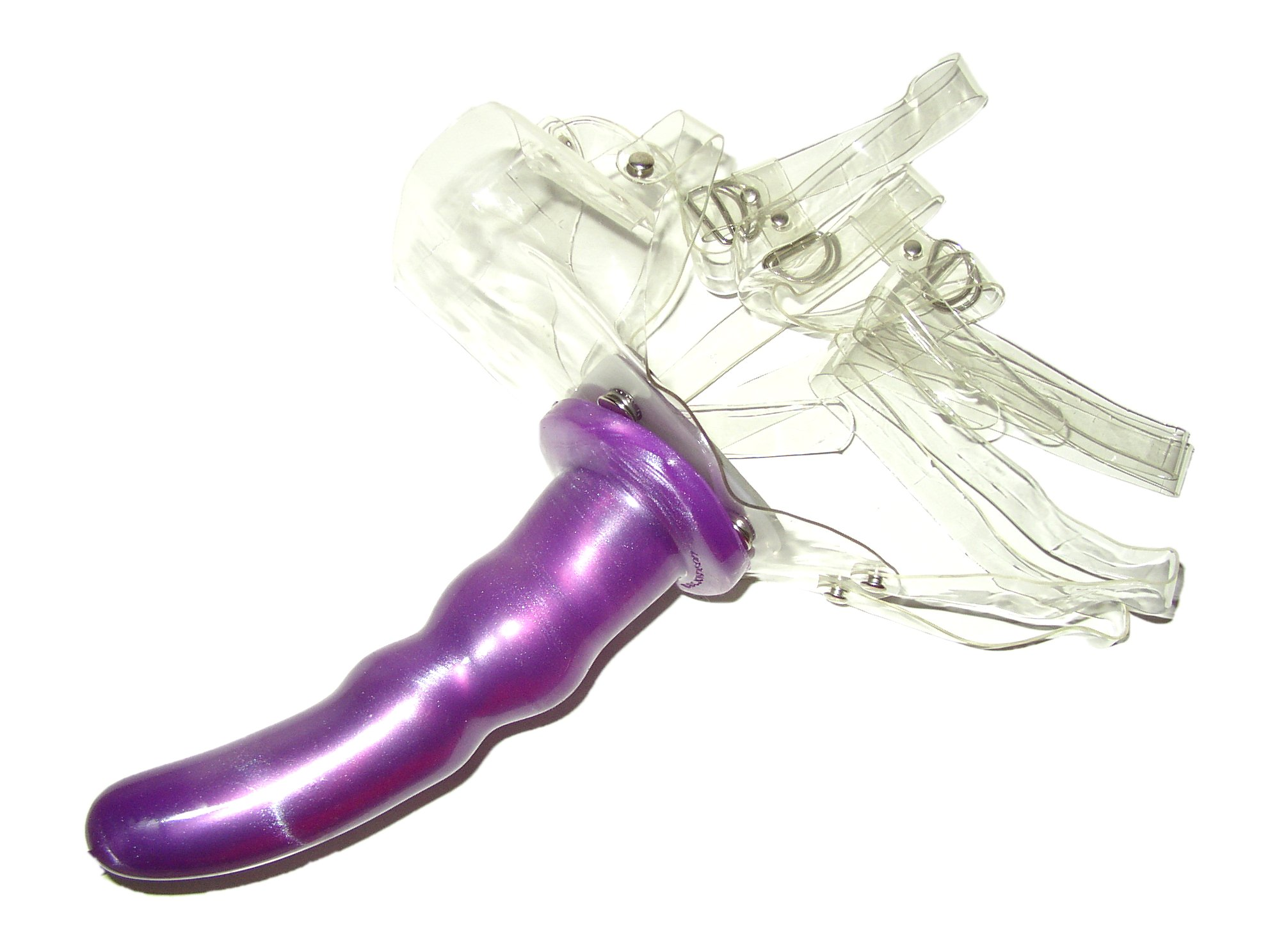
Ukázka plastového postroje

### Dildo
Materiály pro výrobu dilda jsou stejné jako u běžného dilda či vibrátoru. Pro strap-on dilda nicméně existují určité typy provedení. Může jít o „klasické“ strap-on dildo, kdy je k postroji upevněn umělý penis (dildo), případně o zvláštní dildo svým tvarem určené ke stimulaci bodu G či prostaty. Liší se i povrch dilda, který může být hladký či vzorovaný, případně vibrační nebo rotační.

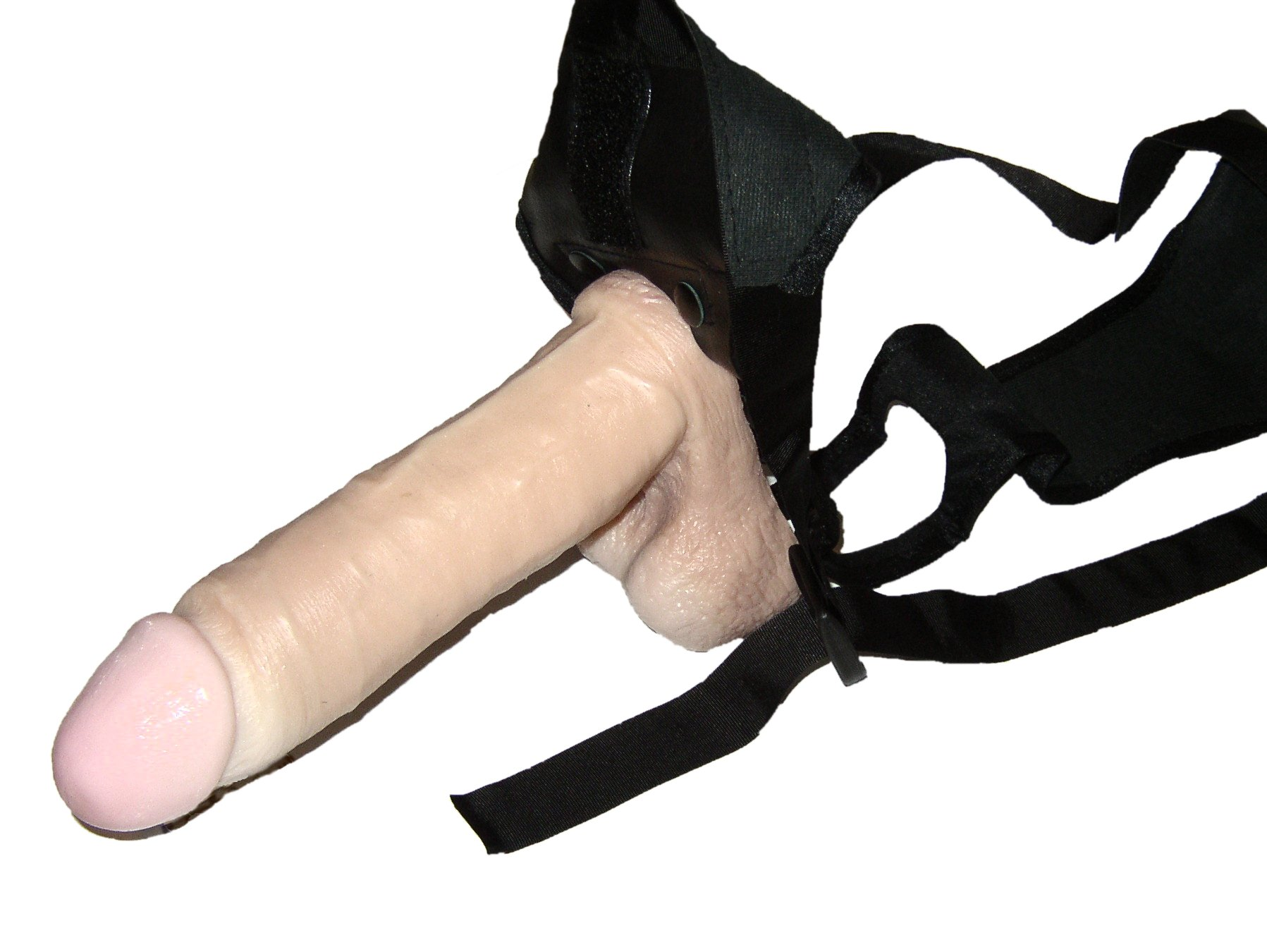
„Klasické“ dildo
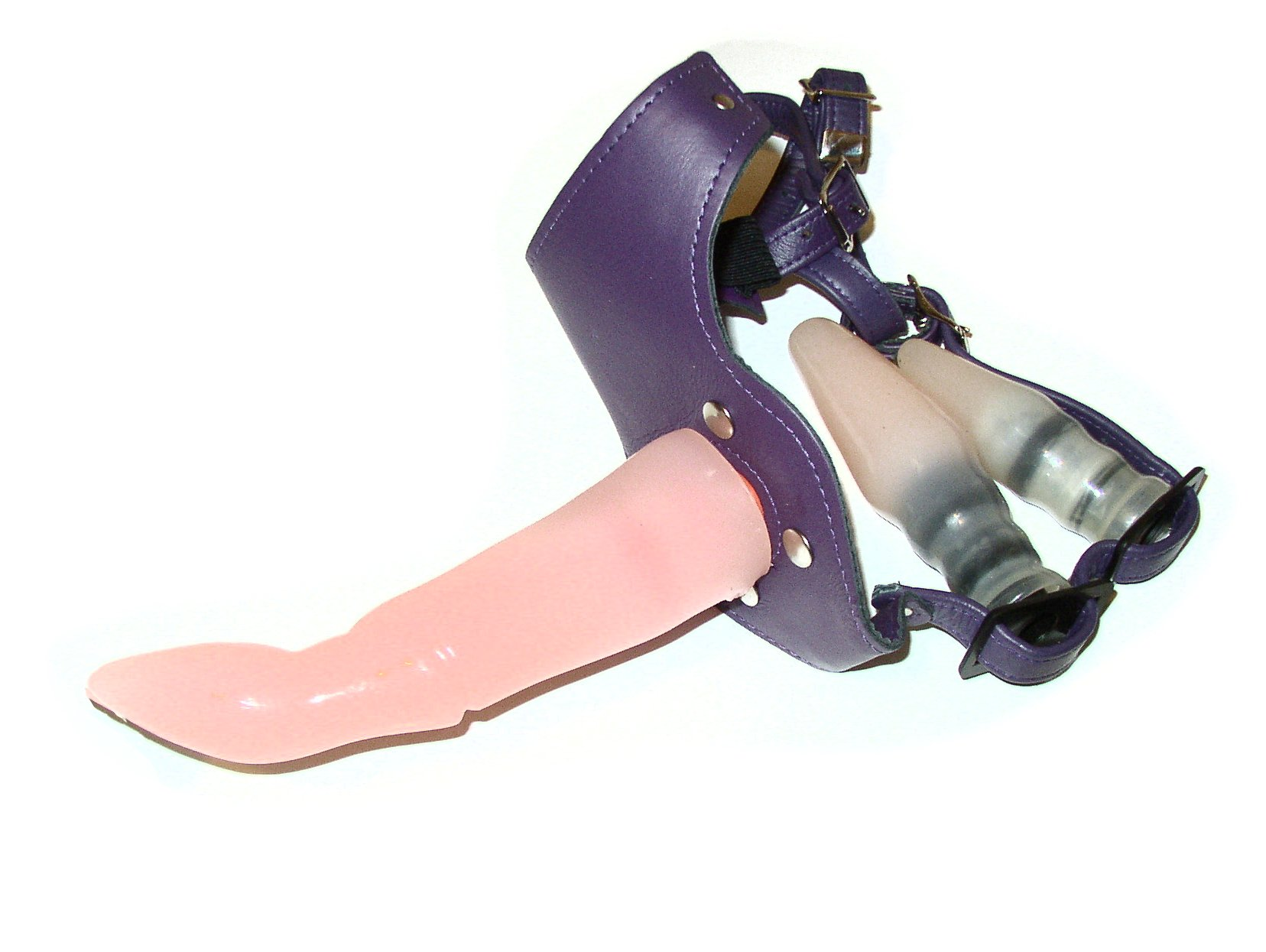
Dildo pro stimulaci bodu G společně s přídavnými dildy

Speciální variantou je tzv. hollow dildo (doslova „duté dildo“) pro muže. Jedná se o duté dildo, které se navléká na penis a popruhy upevňuje kolem beder. Používá se za účelem prodloužení či zpevnění penisu a může kompenzovat erektilní dysfunkci.

## Další možnosti
V závislosti na uživateli strap-on dilda, tedy zdali je osoba, která má připevněné dildo muž či žena, je u některých typů této erotické pomůcky možné využít přídavnou erotickou stimulaci v podobě vibračního vajíčka, dilda či análního kolíku.

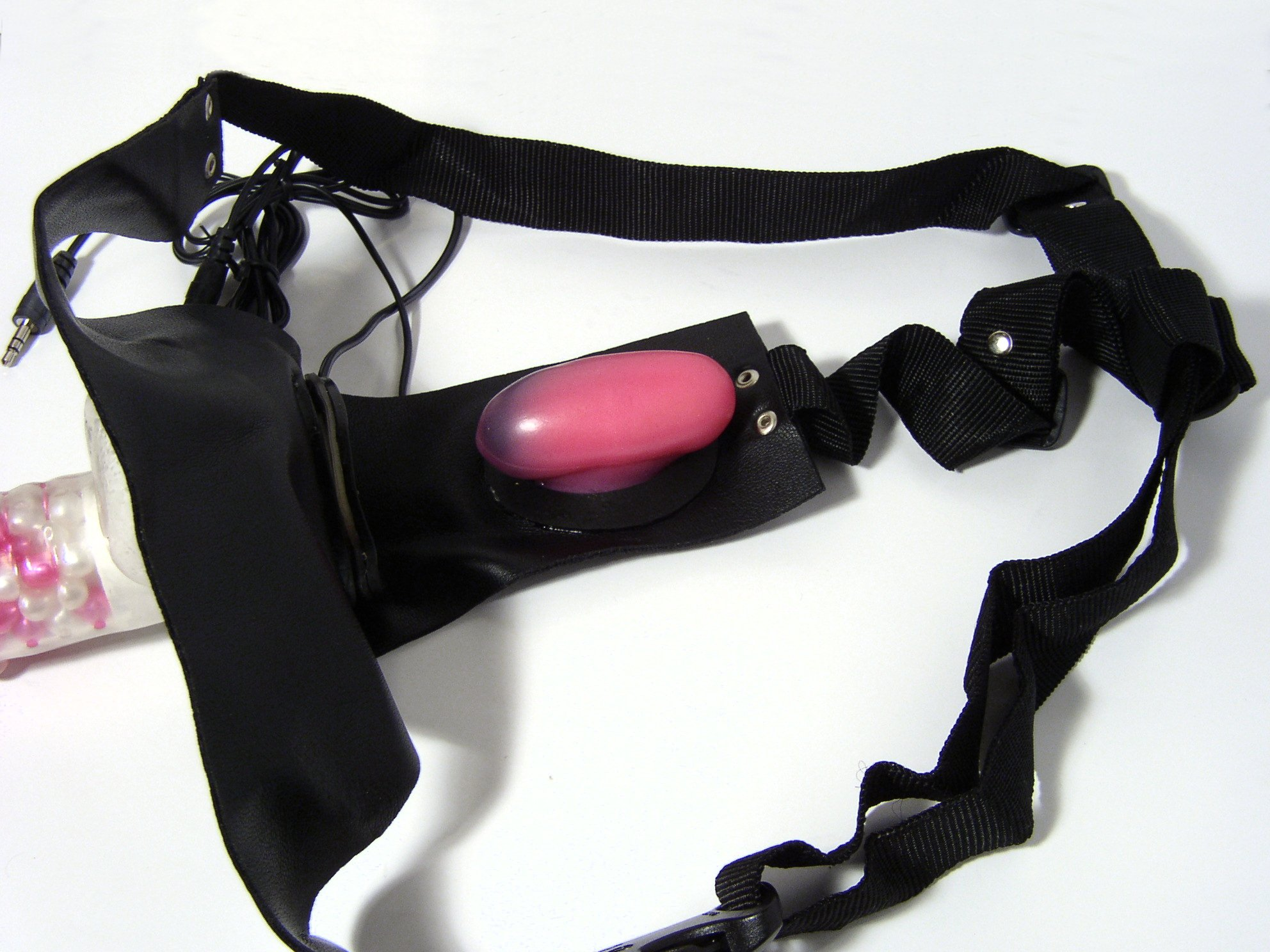
Postroj s vibračním vajíčkem
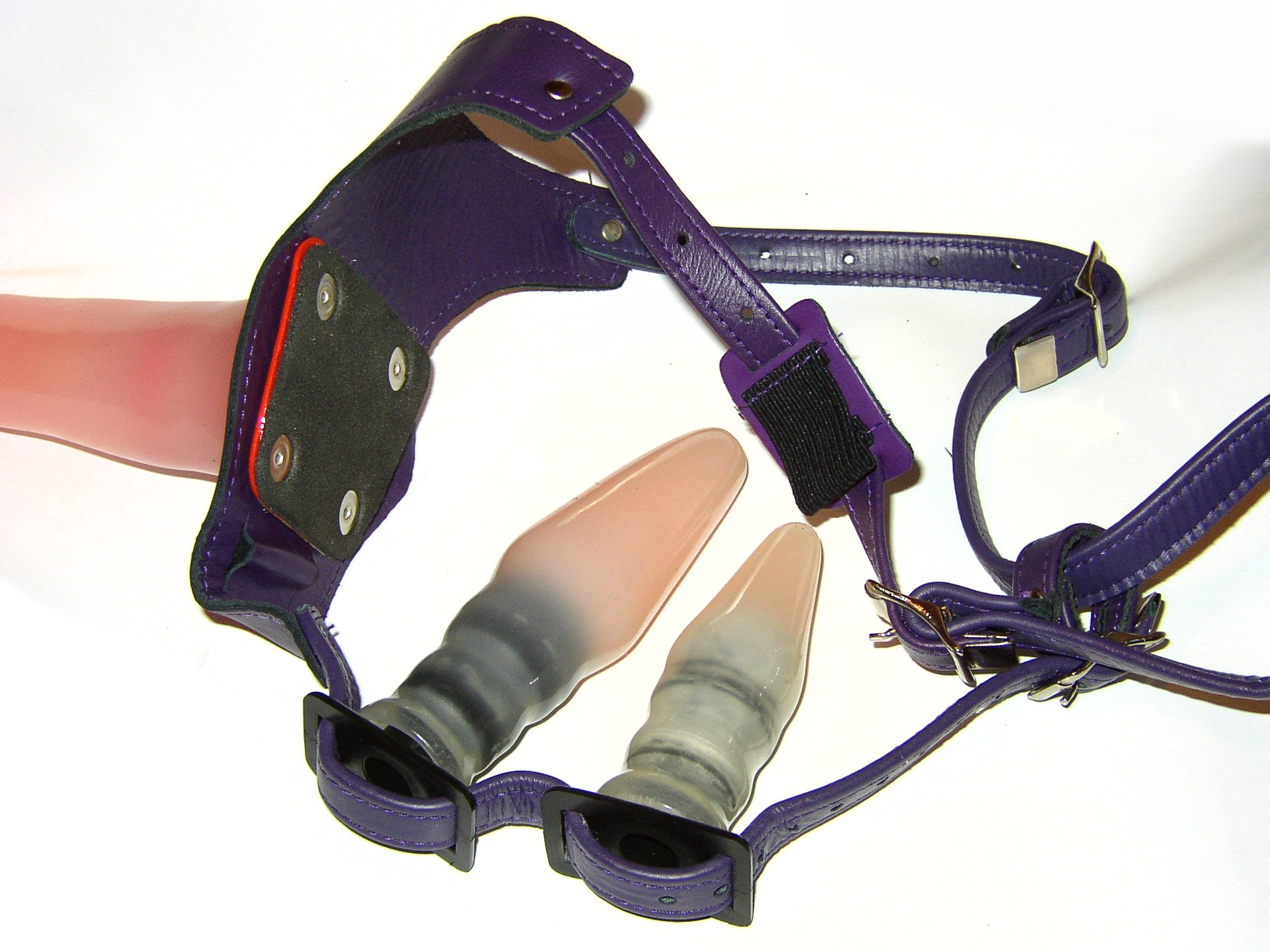
Postroj s přídavným dildem a análním dildem